# Frecciarossa

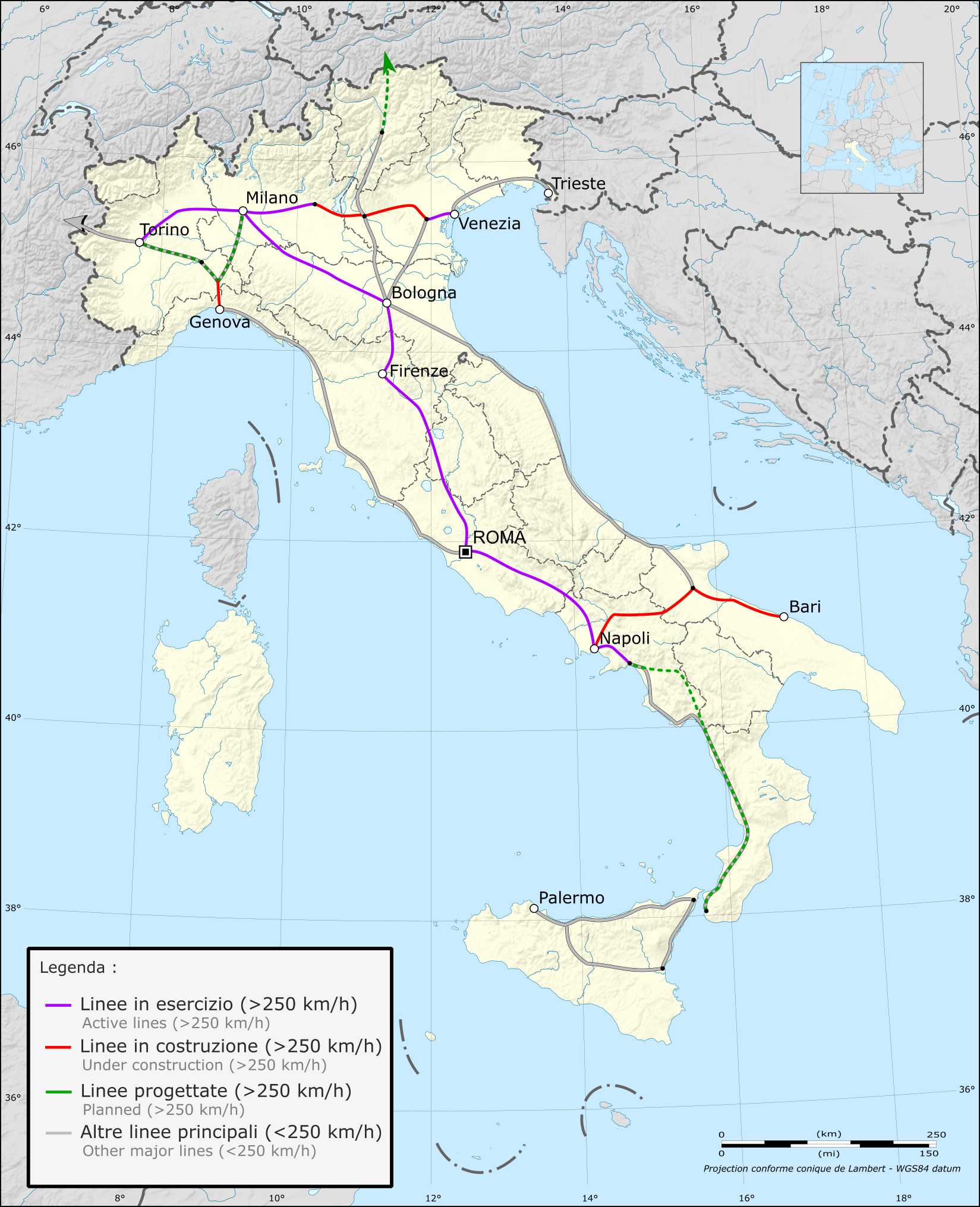
Hogesnelheidslijnen in Italië

De Frecciarossa (Italiaans voor Rode Pijl) is de snelste klasse van hogesnelheidstreinen van de Italiaanse spoorwegmaatschappij Trenitalia, die deze vervoerder zowel in Italië en Frankrijk op eigen initiatief uitbaat (dus zonder aanbesteding vanwege de overheid). De naam wordt gebruikt voor diensten waarbij 300 km/h wordt gereden. De andere hogesnelheidsdiensten in Italië zijn de Frecciargento (zilveren pijl) met snelheden tot 250 km/h en de Frecciabianca (witte pijl) met snelheden tot 200 km/h. Het geheel van deze drie hogesnelheidsdiensten wordt Le Frecce ("de pijlen") genoemd.

## Binnen Italië
De Frecciarossa bedient de route Turijn - Milaan - Reggio Emilia - Bologna - Florence (S.M.N.) - Rome (Tiburtina en/of Termini) - Napels - Salerno volgende de onderstaande verdeling (2015):
- Elk uur:
  - Non-stop Milaan - Rome
  - Milaan - Bologna - Florence - Rome - Napels (en deels door naar Salerno)
- Aangevuld met:
  - Turijn - Milaan - Bologna - Florence - Roma Tiburtina - Roma Termini of Napels (en enkele treinen tot Salerno)
  - Milaan - Bologna - Florence - Rome
  - extra treinen (Rome - Napels, Florence - Milaan, Turijn - Milaan, Bologna - Napels)
  - twee treinen Milaan - Reggio Emilia - Bologna - Rimini - Pesaro - Ancona
  - Parijs - Lyon - Modane - Turijn - Milaan (sinds 2021)

Tussen Milaan en Rome rijden volgens dit schema dagelijks 34 treinen.

## Internationaal

### Frankrijk
Sinds december 2021 rijdt er tweemaal daags een Frecciarossa tussen Parijs, Lyon, Turijn en Milaan (reisduur 6 uur 41 minuten). Daarmee was er voor het eerst op een Franse hogesnelheidslijn concurrentie voor de TGV inOui en de Ouigo van de SNCF.
FS plant vanaf 15 juni 2025 een bijkomende Frecciarossa-treinverbinding, ditmaal tussen Parijs en Marseille. Ook daar komt voor het eerst concurrentie voor de SNCF.

### Naar het Verenigd Koninkrijk
Ferrovie dello Stato Italiane heeft herhaaldelijk de ambitie uitgesproken de concurrentie aan te gaan met Eurostar.
In 2025 sloot het een samenwerkingsovereenkomst met de Spaanse start-up Evolyn om tegen 2029 een Frecciarossa-treindienst aan te bieden tussen Parijs en Londen (met eventuele verlenging naar Lyon, Marseille of Milaan) en plant het hiervoor een investering van een miljard euro. Er werd toen onderzocht of deze treinen door de kanaaltunnel en over het Britse spoor kunnen rijden.

## Materieel
Op de treindiensten van de Frecciarossa worden volgende treinstellen ingezet:
- ETR 1000 (vanaf zomer 2015)
- ETR 500 (in rode lakkering)
- ETR 700 (= AnsaldoBreda V250)
- ETR 600

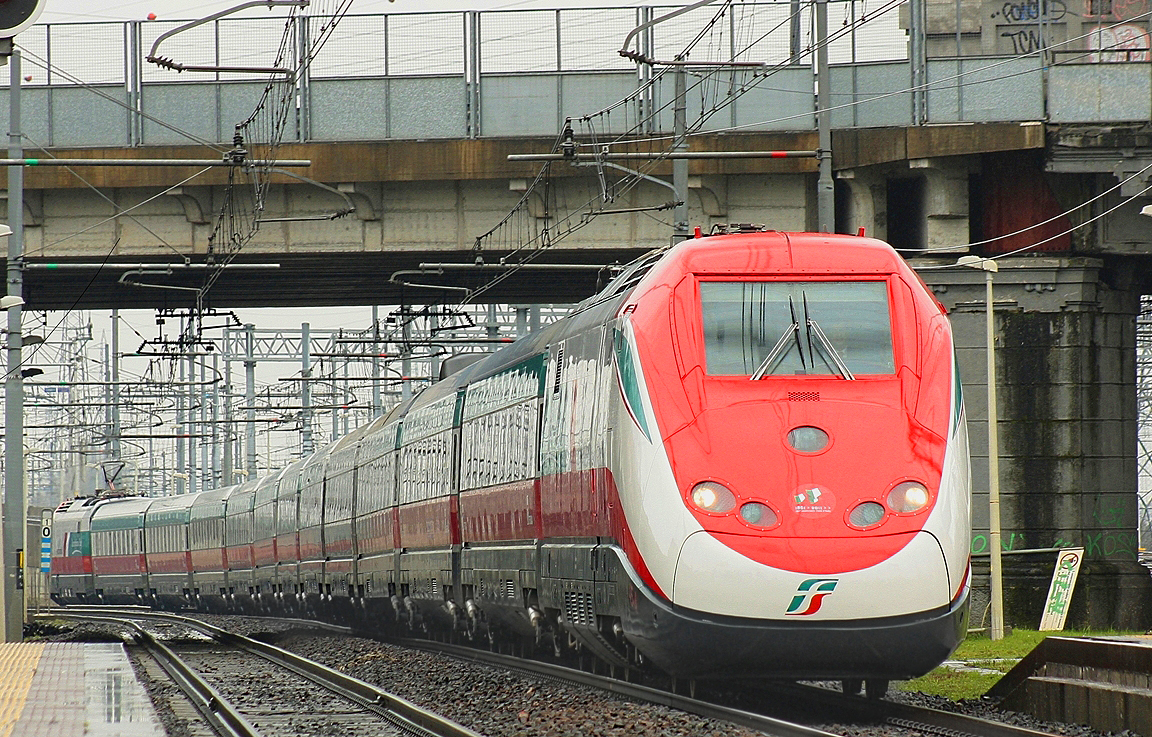
Treinstel type ETR 500 in Milaan
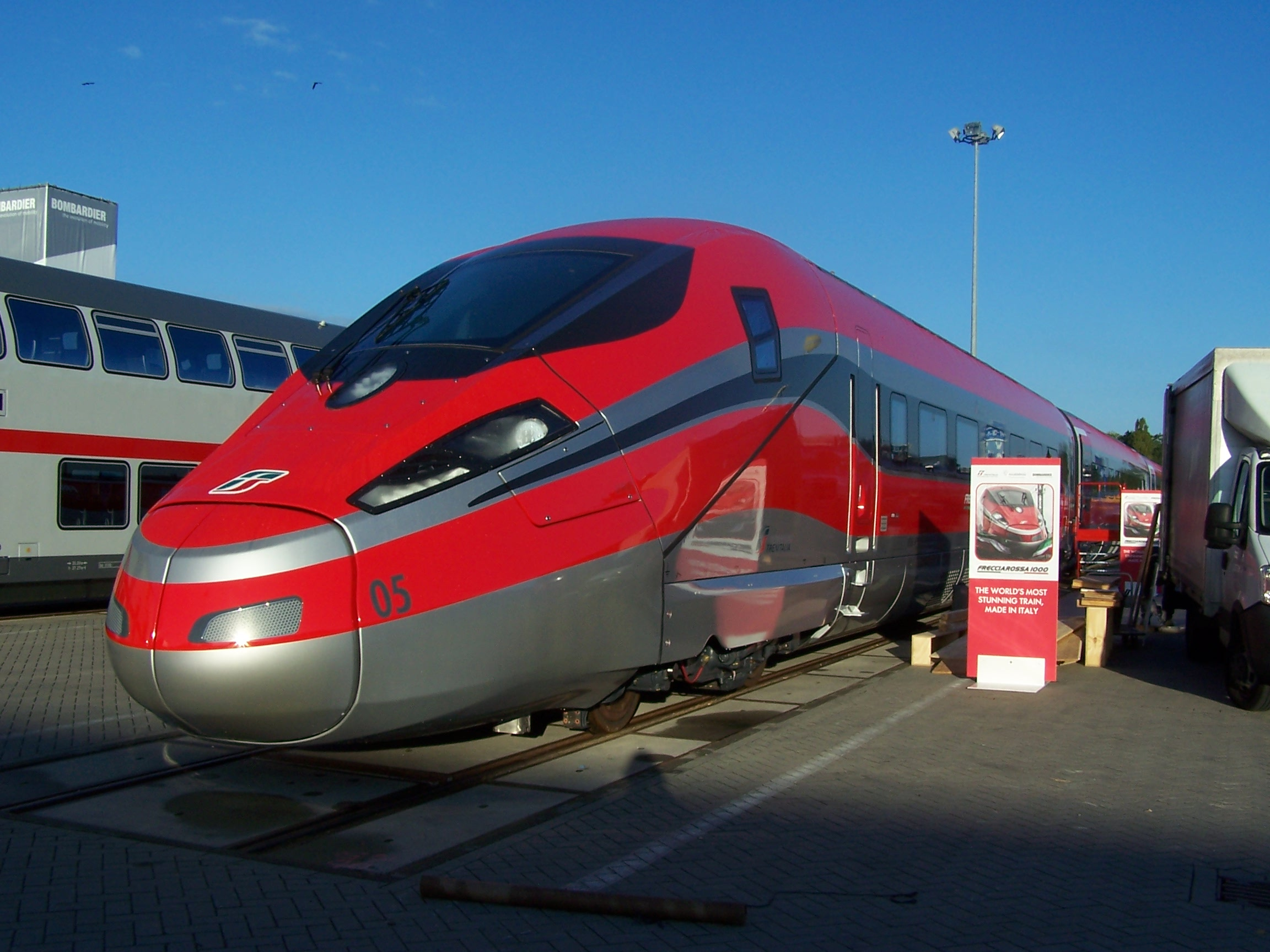
Treinstel type ETR 1000 op InnoTrans 2014